# Gazpromavia
Gazpromavia (Russisch: Газпромавиа) is een Russische luchtvaartmaatschappij met thuisbases op de Moskouse luchthaven Vnoekovo en in Nadym.
Gazpromavia voert passagiers-, vracht- en chartervluchten uit binnen Rusland. De maatschappij is volledig in handen van Gazprom.

## Geschiedenis
Gazpromavia is opgericht in 1995 door de Gazprom-groep en is op 16 april 1996 gestart met de uitvoering van vluchten voor personeel van Gazprom en geleidelijk ook voor andere passagiers en vracht.

## Bestemmingen
Gazpromavia voert binnenlandse vluchten uit naar: (november 2010)
Adler-Sotsji, Belgorod, Belojarsk, Belgrado, Jekaterinburg (Luchthaven Oektoes), Moskou, Nadym, Novy Oerengoj, Nukus, Sint-Petersburg, Samara, Sovjetski, Tjoemen, Oeljanovsk.

## Vloot
De vloot bestaat uit de volgende vliegtuigen: (november 2010)
- 2 Boeing 737-700
- 2 Dassault Falcon 900B
- 2 Dassault Falcon 900EX
- 2 Iljoesjin Il-76TD
- 3 Tupolev TU-154M
- 7 Yakolev Yak-42D
- 3 Yakolev Yak-40
- 3 Yakolev Yak-40K
- 1 Antonov AN-74-(A)
- 5 Antonov AN-74-200
- 1 Antonov AN-74T
- 3 Antonov AN-74TK

Daarnaast heeft Gazpromavia 140 helikopters: 22 Kamov Ka-26, 39 Mil Mi-2, en 45 Mil Mi-8.